# Deák Sándor (bábművész)
Deák Sándor (Budapest, 1952. november 18. – Budapest, 2002. november 23.) magyar bábművész, színész.

## Életpályája
1981–ben bábszínészképző tanfolyamra járt. 1981-1992 között az Állami Bábszínházban, 1992-től haláláig szabadúszóként dolgozott. 1984-ben Állami Ifjúsági Díjjal tüntették ki.

## Fontosabb szerepei
- Tartaglia – (Carlo Gozzi-Heltai Jenő: A szarvaskirály)
- Szalárd – (Hegedüs Géza-Tarbay Ede: A Csodaszarvas népe)
- Vadász, Huncut törpe – (Károlyi Amy: Hófehérke és a hét törpe)
- Udvari bolond – (Hans Christian Andersen-Szilágyi Dezső: A bűvös tűzszerszám)
- Marci – (Ignácz Rózsa: Tündér Ibrinkó)